# Ceraticelus
Ceraticelus là một chi nhện trong họ Linyphiidae.